# Canoona River
Canoona River är ett vattendrag i Kanada.   Det ligger i Regional District of Kitimat-Stikine och provinsen British Columbia, i den sydvästra delen av landet, 3 800 km väster om huvudstaden Ottawa. Canoona River ligger på ön Princess Royal Island.
I omgivningarna runt Canoona River växer i huvudsak barrskog. Trakten runt Canoona River är nära nog obefolkad, med mindre än två invånare per kvadratkilometer.